# علاج الأرجل
طب القدم (بالإنجليزية: Podiatry)‏ هو فرع من فروع الطب المكرسة لدراسة، تشخيص وعلاج الاضطرابات في القدم، الكاحل، والجزء الأسفل من الساق. وجاء في استخدام مصطلح طب الأقدام في القرن العشرين في وقت مبكر في الولايات المتحدة. والدكتور في طب العناية بالقدم (DPM)، هو إخصائي مؤهل من خلال التعليم والتدريب لتشخيص وعلاج الأمراض التي تؤثر على القدم، الكاحل والهياكل ذات الصلة بالساق. وفي مجال علاج الأرجل، يمكن لأطباء العناية بالقدم التركيز والتخصص في مجالات مختلفة، بما في ذلك الجراحة الطب الرياضي، الميكانيكا الحيوية، أمراض الشيخوخة، طب الأطفال، الطب الباطني، السكري، أمراض العظام، أو الرعاية الصحية الأولية.
ويمارس طب القدم كتخصص في العديد من البلدان بما فيها أستراليا، بروناي، كندا، قبرص، أيرلندا، مالطا، نيوزيلندا، سنغافورة، جنوب أفريقيا، المملكة المتحدة والولايات المتحدة. مستوى ونطاق ممارسة طب الأقدام تختلف بين البلدان. علاج الأرجل هو تخصص عالي الدخل وقد أدرج من قبل مجلة فوربس باعتباره المهنة الخامسة عشر دخلا في الولايات المتحدة.

## لمحة تاريخية
وجدت الرعاية العلاجية للأرجل في مصر القديمة كما يتضح من منحوتات الإغاثة الأساسية عند مدخل
```
قبر أنكماهور التي يرجع تاريخها إلى حوالي 2400 قبل الميلاد حيث يصور العمل على اليدين والقدمين.
```

أيضا اهتم ابقراط بطب الأرجل حيث ظهر ذلك من خلال اختراعه لكاشطات الجلد الميت والصلب (مسامير اللحم )
حتى مطلع القرن العشرين، كان أطباء العظام - المعروفون الآن بأطباء الأرجل - منفصلين عن الطب المنظم. كانوا مرخصين بشكل مستقل الأطباء الذين تعاملوا مع القدمين والكاحلين وهياكل الساق ذات الصلة.
```
لويس دورلاخر كان واحدا من أول الناس الذين دعوا لحماية هذه المهنة والاعتراف بها بشكل قانوني .
أوضحت سجلات ملك فرنسا توظيفه لطبيب أرجل شخصي كما فعل نابليون في الولايات المتحدة. 
أيضا عانى الرئيس 
أبراهام لينكولن
 بشكل كبير مع قدميه، واختار طبيبا لقدميه يدعى إيساشار زاكاري، الذي لم يهتم فقط بأقدام الرئيس، ولكن أيضا أرسله الرئيس لينكولن على بعثات سرية لعقد لقاء مع قادة الكونفدرالية خلال الولايات المتحدة الحرب الأهلية. 
```

أول جمعية من أطباء العظام، والمعروفة الآن باسم أطباء الأرجل، تأسست في نيويورك في عام 1895، ولا تزال تعمل هناك اليوم باسم (NYSPMA) .
[1] كما افتتحت أول مدرسة في عام 1911.
```
بعد عام واحد أنشأ البريطانيون جمعية في مستشفى لندن القدم وأضيفت مدرسة في عام 1919.
في أستراليا ظهرت الجمعيات المهنية من عام 1924 فصاعدا.
أيضا ظهرت أول مجلة أمريكية في عام 1907، تليها في عام 1912 من قبل مجلة المملكة المتحدة.
في عام 1939، افتتح الاسترالين مركزا تدريبا مختصا بطب الأرجل .
```

## الممارسة حسب الدولة
يمارس هذا الطب في عدة بلدان ومنها:
الولايات المتحدة الأمريكية 

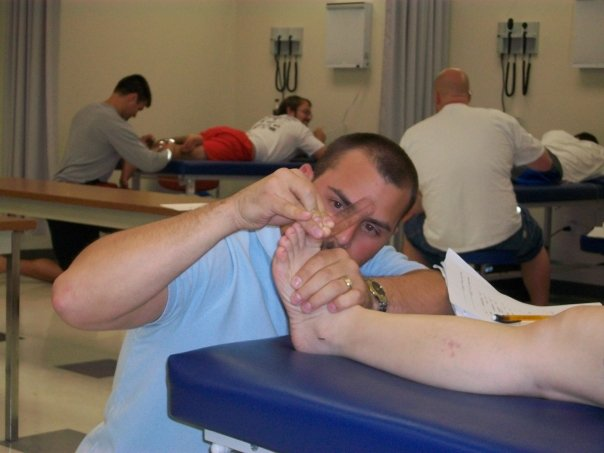
A podiatry student examines the قائمة مصطلحات تشريح الحركة angle of the إصبع القدم.

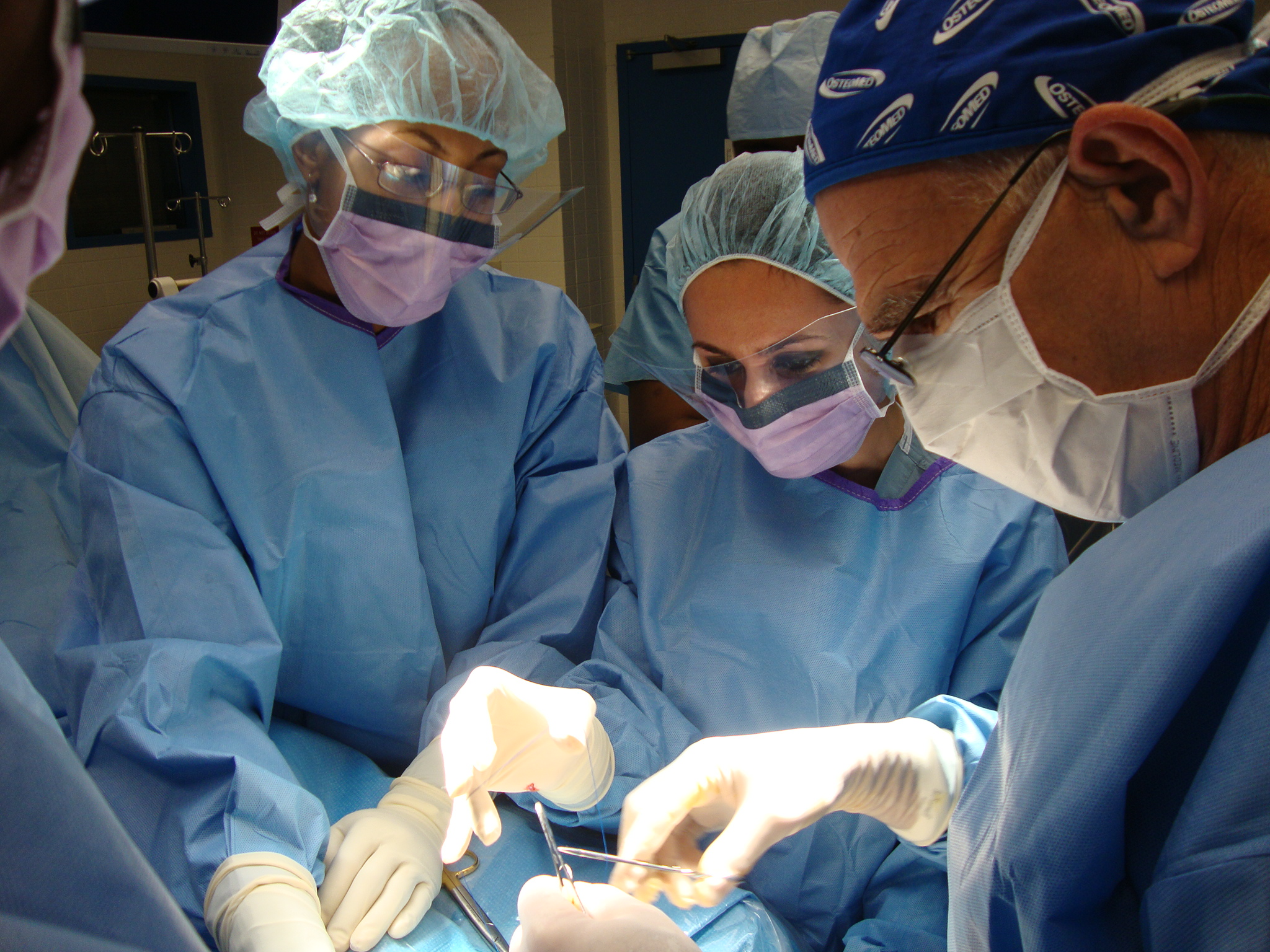
Podiatric Surgical Training

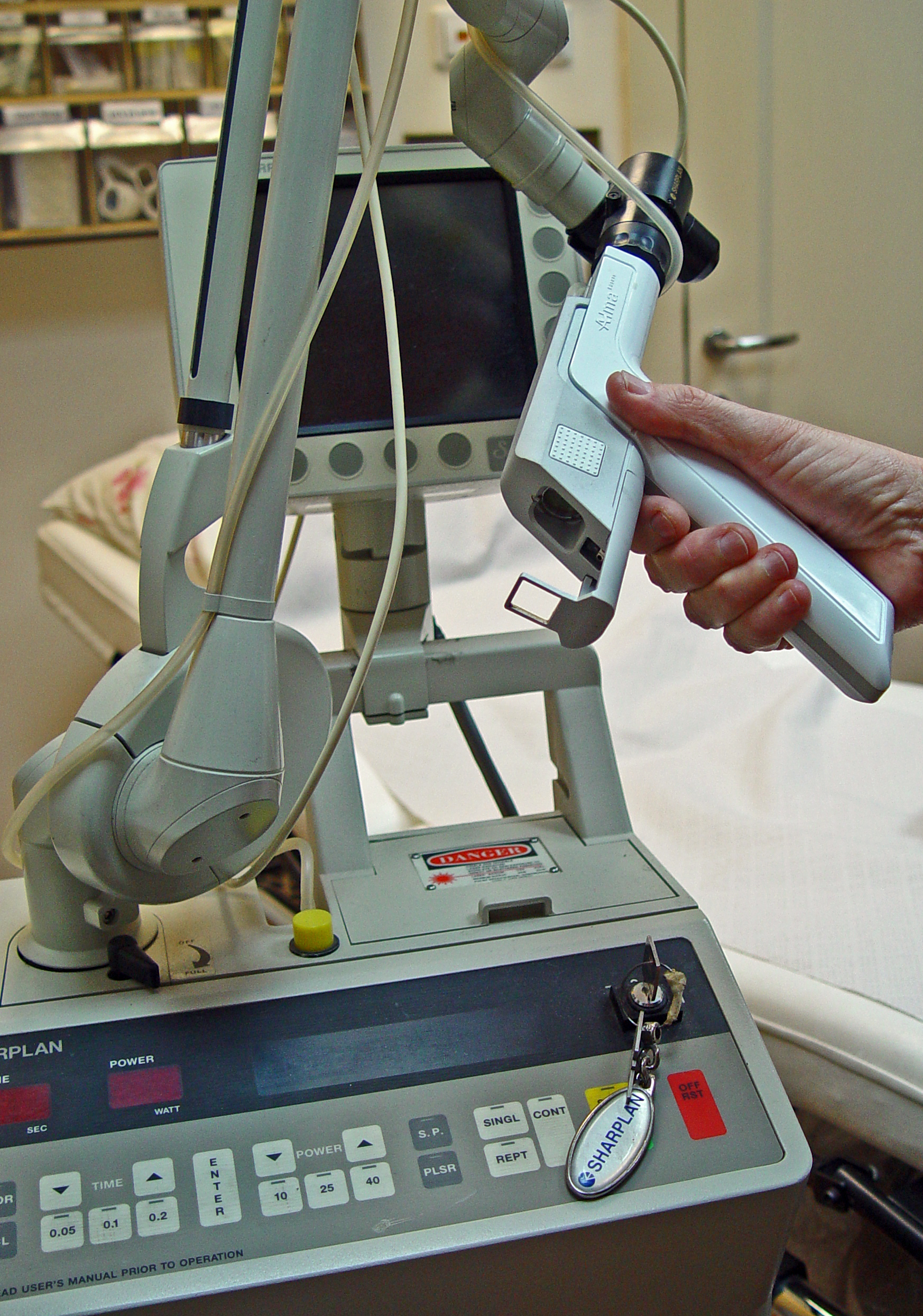
A 40 watt CO_{2} laser used for podiatry

حيث يختلف نطاق الممارسة من مناطق ديمغرافية وجغرافية مختلفة، في الولايات المتحدة هناك مجالات متنوعة حيث يتم فيها الجراحة الترميمية. .
```
ووفقا لمجلس كاليفورنيا لطب الأرجل، فإن أطباء طب الأرجل [DPMS] مرخص لهم بموجب المادة 2472 من قانون الممارسة الطبية الحكومية 
تشخيص وعلاج الحالات الطبية التي تؤثر على القدم والكاحل والهياكل ذات الصلة (بما في ذلك الأوتار التي تدخل في القدم والعلاج غير الجراحي للعضلات والأوتار من الساق).
```

حيث هم مدربين بشكل تام للقيام بالتشخيص والتقيم الكامل والقيام بالعمليات الخاصة بالقدم بمساعدة باقي الأخصائيين من الأطباء .
الكثير منهم قام بتطوير الخبرة والعناية بالقدم السكرية للحفاظ عليها وايضا إجراء عمليات البتر الجزئي للاطراف
أطباء الأرجل مؤهلون بشكل فريد بين المهنيين الطبيين لعلاج أمراض القدم والكاحل فقط، سواء كان الطب الرياضي، طب الأطفال، الأمراض الجلدية أو مرض السكري، يمكن اليوم علاج القدم وعلاج العديد من جوانب متنوعة من الرعاية القدم كما يمكن أن يكون أطباء الأقدام أول من يعرف الأمراض النظامية(المزمنة) في المرضى، مثل مرض السكري وأمراض الأوعية الدموية.
أطباء اليوم يقومون بالعديد من المهام :
إجراء الجراحة
إجراء الجراحة الترميمية والجراحة الدقيقة
إدارة التخدير
أداء التاريخ الطبي الكامل والفحوصات البدنية
وصف الأدوية
تعيين الكسور وعلاج الإصابات الرياضية ذات الصلة
وصف وتناسب تقويم العظام، وضع الجبائر، تركيب الأطراف الصناعية
ترتيب وإجراء العلاج الطبيعي
قراءة وتفسير الأشعة السينية، الموجات فوق الصوتية، التصوير بالرنين المغناطيسي وغيرها من دراسات التصوير.
العمل كأعضاء ضمن فريق الرعاية الصحية في المجتمع.
يتلقى أطباء طب الأرجل التعليم الطبي والتدريب في الكليات الطبية في طب الأرجل، بما في ذلك أربع سنوات من التعليم الجامعي، وأربع سنوات من التعليم العالي في واحدة من تسع كليات طبية، وتصل إلى أربع سنوات من التدريب على الإقامة في المستشفيات.
جميع الأطباء والجراحين في طب الأطفال يحصلون على درجة DMP
```
 أستراليا 
```

حدد المجلس الأسترالي لطب الأرجل
```
نطاق علاج الأرجل في أستراليا على النحو التالي: علاج القدمين يتعامل مع الوقاية والتشخيص والعلاج وإعادة التأهيل من الحالات الطبية والجراحية في القدمين والأطراف السفلية علاج الأرجل يشمل أيضا تلك الناتجة عن العظام واضطرابات المفاصل مثل التهاب المفاصل والأنسجة الرخوة والأمراض العضلية، فضلا عن الأمراض العصبية والدورة الدموية كما يمكن لأطباء الأقدام تشخيص وعلاج أي مضاعفات مما سبق تؤثر على الأطراف السفلية، بما في ذلك اضطرابات الجلد والأظافر 
مسمار القدم
 والجلد والأظافر النامضة.
```

## الأفرع التخصصية
من الأفرع التخصصية لطب الأرجل
طب الأرجل الجراحي :
جراحة طب الأرجل هي مجال متخصص في مهنة علاج الأرجل جراحة طب الأرجل هي العلاج الجراحي للظروف التي تؤثر على القدم والكاحل وما يتصل بها من هياكل الطرف السفلي من قبل أطباء متخصصين مؤهلين، تم تصميم الجراحة التجميلية لضمان استمرار وظائف القدم والكاحل والأطراف الأخرى والمرضى الذين يشكون من مشاكل المفصل والرباط، وكذلك أولئك الذين يعانون من التشوهات الخلقية، وتقدم مجموعة كبيرة من الحلول الجراحية التي تحدد العظام والعضلات والمفاصل بعض الجراحين المتخصصين في طب الأرجل متخصصون في الجراحة التنظيرية، بينما يقوم آخرون بإجراء عمليات
إعادة بناء كاملة.
```
علاج القدم الرياضي
 : 
```

```
علاج القدم الرياضي، وهو تخصص فرعي من طب الأرجل، خاص بإصابات الاعبين الرياضيين ويشمل الخبرة في تشخيص مشاكل القدم 
والأطراف السفلية
 ، والتقييمات الحيوية المتقدمة، والعلاج بالحقن مثل Prolotherapy and PRP (Platelet-Rich-Plasma والعلاج الوظيفي المتكامل، وإعادة تأهيل ممارسة الرياضة، [القوة والتكيف]
يغطي علاج القدم الرياضي المجالين التاليين:
```

- القدم والأطراف السفلى وإصابات الإفراط المزمن

```
* تعزيز الأداء الميكانيكي لتقليل الإصابة وتعظيم الكفاءة . 

طب الأرجل الخاص بالأطفال
```

وهو فرع خاص من طب الأرجل مختص بمعالجة المشاكل الخاصة بالأرجل ووظائفها على المدى البعيد ويشمل إعادة تأهيل المشي وصعوبات المشي وكل ما يتعلق بهذا النطاق .
ويتم تدريب أخصائيي طب الأطفال خصيصا لتوفير العلاج للأطفال الأصغر سنا الذين لديهم مشاكل بالأرجل .

## المنظمات والجمعيات الاحترافية
- أكاديمية جراحة القدم والكاحل (AAFAS)

```
*جمعية طب الأرجل في ألبرتا (Apa)
* ألفا غاما كابا الأخوة
*تحالف الممارسين في القطاع الخاص
*الجمعية الطبية الأمريكية لطب الأرجل (APMA8)
*الجمعية الأمريكية لجراحى طب الأرجل (ASPS)* الجمعية الأمريكية لعلاج الطب الشرعي
* الكلية الأمريكية لجراحى القدم والكاحل (ACFA)
* المجلس الأمريكي لجراحة الأرجل (ABPS)
* الكلية الأمريكية للقدم والكاحل جراحة العظام والطب (ACFAOM)
* المجلس الأمريكي لطب الأرجل 
* المجلس الأمريكي للتخصصات المتعددة في طب طب الأرجل 
* المجلس الأمريكي للتخصصات المتعددة في جراحة الأرجل 
*الأكاديمية الأمريكية للطب الرياضي طب الأرجل (AAPSM)
* الجمعية الأمريكية لطب الأمراض الجلدية (ASPD)
*الرابطة الكندية لطب الأطفال (ASPD)
* الأكاديمية الأمريكية لإدارة الممارسة العلاجية (AAPPM)
* الاتحاد الدولي للدراسات (FIP)
*المجتمع الدولي للقدم والكاحل الميكانيكا الحيوية (I-FAP)
*الجمعية الوطنية للطالبات الطبية (SNPMA)
*جمعية طب الأرجل الأمريكية الأمريكية (APMSA)
* الكلية الأسترالية لجراحى طب الأرجل (ACPS)
* الرابطة الأسترالية لطب الأرجل (APodA)
*ى المجلس الأسترالي لطب الأرجل (APodC)
* الأكاديمية الأسترالية للطب الرياضي طب الأرجل ((AAPSM)
* المجموعة الأسترالية للأمراض الروماتيزم التخصصية المتخصصة (APRSIG)
* معهد أطباء العمود الفقري وأطباء القدم (IOCP)
* الاتحاد الكندي لطب الأرجل
```

## وصلات خارجية
- علاج الأرجل على مشروع الدليل المفتوح